# Akifumi
Akifumi (あきふみ) est un prénom japonais masculin.

## Personnalités
- Akifumi Endō, comédien de doublages.
- Akifumi Miura, acteur.
- Akifumi Shimoda, boxeur.
- Akifumi Tada, compositeur de musiques d'anime et jeux vidéos.
- Akifumi Takahashi, joueur de baseball (pitcher/lanceur).